# Stéphanie Domaingue
Stéphanie Domaingue, née le 13 janvier 1980, est une athlète mauricienne. 

## Biographie
Stéphanie Domaingue remporte la médaille d'or du 100 mètres haies et la médaille de bronze de l'heptathlon aux Championnats d'Afrique juniors en 1999 à Tunis.
Elle remporte la médaille d'or en heptathlon aux Championnats d'Afrique des épreuves combinées en 1999 à Alger.
Elle est médaillée d'argent en heptathlon aux championnats d'Afrique 2002 à Radès.
Elle est sacrée championne de Maurice du 100 mètres haies en 1996, 1998 et 2003, ainsi que championne de Maurice du saut en longueur en 2003 et du triple saut en 1996.